# 三江營革命烈士紀念館
三江營革命烈士紀念館是位於中華人民共和國江苏省扬州市江都区大桥镇三江營村的一個紀念館，安葬有中共方面認定的烈士199位。1949年4月9日，渡江戰役前夕，中國人民解放军6299部队179团攻佔中華民國國軍位於江都最後的據點三江营，其中中國人民解放军受傷206人。陣亡85人。中華民國國軍方面陣亡200余人、被俘352人。同年中國共產黨在三江营戎家巷建立三江營革命烈士纪念碑。纪念碑上刻有此次戰鬥中67位陣亡的解放軍士兵名字。紀念碑於1982年和2008年兩次重建。三江营革命烈士陵园和三江營革命烈士紀念館於2009年9月30日正式建成。